# Eupithecia teriolensis
Eupithecia teriolensis är en fjärilsart som beskrevs av Karl Dietze 1913. Eupithecia teriolensis ingår i släktet Eupithecia och familjen mätare. Inga underarter finns listade i Catalogue of Life.